# Ваља Маре (Колонешти)
Ваља Маре (рум. Valea Mare) насеље је у Румунији у округу Бакау у општини Колонешти. Oпштина се налази на надморској висини од 375 m.

## Становништво
Према подацима из 2002. године у насељу је живело 155 становника, од којих су сви румунске националности.